# اتفاقية التجارة الحرة بين دول مجلس التعاون الخليجي وجمهورية سنغافورة
اتفاقية التجارة الحرة بين دول مجلس التعاون الخليجي وجمهورية سنغافورة وقعت اتفاقية التجارة الحرة بين دول مجلس التعاون الخليجي وجمهورية سنغافورة في الدوحة عاصمة قطر، بتاريخ 15 ديسمبر 2008. الاتفاقية هي اتفاقية التجارة الحرة الأولى التي توقع من قبل دول مجلس التعاون، والثانية لسنغافورة في الشرق الأوسط. شملت الاتفاقية كافة الجوانب التجارية، غطت التجارة في السلع، قواعد المنشأ، الإجراءات الجمركية، تجارة الخدمات والمشتريات الحكومية.

## وصلات خارجية
- نص الاتفاقية
- ملاحق الاتفاقية